# Estadio Municipal de Urcos
El Estadio Municipal de Urcos  es un estadio de fútbol que se encuentra en la ciudad de Urcos en el Perú. El estadio posee cuatro tribunas.
En el 2004 fue sede del Cienciano debido a las remodelaciones del principal estadio cusqueño por lo que recibió partidos de Primera División. el 23 de mayo, por la fecha 18 del Torneo Apertura de aquel año, se marcó el récord de asistencia este recinto. 10122 espectadores presenciaron el empate entre Cienciano y Universitario de Deportes.
En 2013, el Estadio Garcilaso de la Vega entró nuevamente en remodelación por lo cual fue cede del Real Garcilaso para sus encuentros de Primera División de aquella temporada y la 2014.